# Эвангелизмос (Темби)
Эвангелизмо́с (греч. Ευαγγελισμός) — деревня в Греции. Расположена на правом берегу реки Пиньос, у входа в Темпейскую долину, к северу от города Лариса, к юго-востоку от Гони и к северо-востоку от города Макрихорион. Административно относится к общине Темби в периферийной единице Лариса в периферии Фессалия. Население 127 человек по переписи 2011 года. Площадь 8,747 км².

## История
До 1881 года принадлежала Османской империи. В османский период деревня называлась Хаджиобасы (тур. Hacıobası, греч. Χατζηόμπαση). В 1881 году  в Константинополе подписана конвенция о передаче Греции Фессалии. В 1927 году (ΦΕΚ 306Α) деревня переименована в Эвангелизмос по названию церкви, освящённой в честь Благовещения Пресвятой Богородицы (греч. Εὐαγγελισμός).

## Транспорт
Западнее села проходит Автострада 1 (Пирей — Афины — Салоники — Эвзони) и железная дорога Пирей — Салоники.
Поздно вечером 28 февраля 2023 года к северо-востоку от деревни Эвангелизмос произошло столкновение поездов — крупнейшая катастрофа в истории железных дорог Греции.

## Население
| Год  | Население, человек |
| ---- | ------------------ |
| 1991 | 197                |
| 2001 | 176                |
| 2011 | ↘ 127              |